# Snack-bar
Pour les articles homonymes, voir Snack.

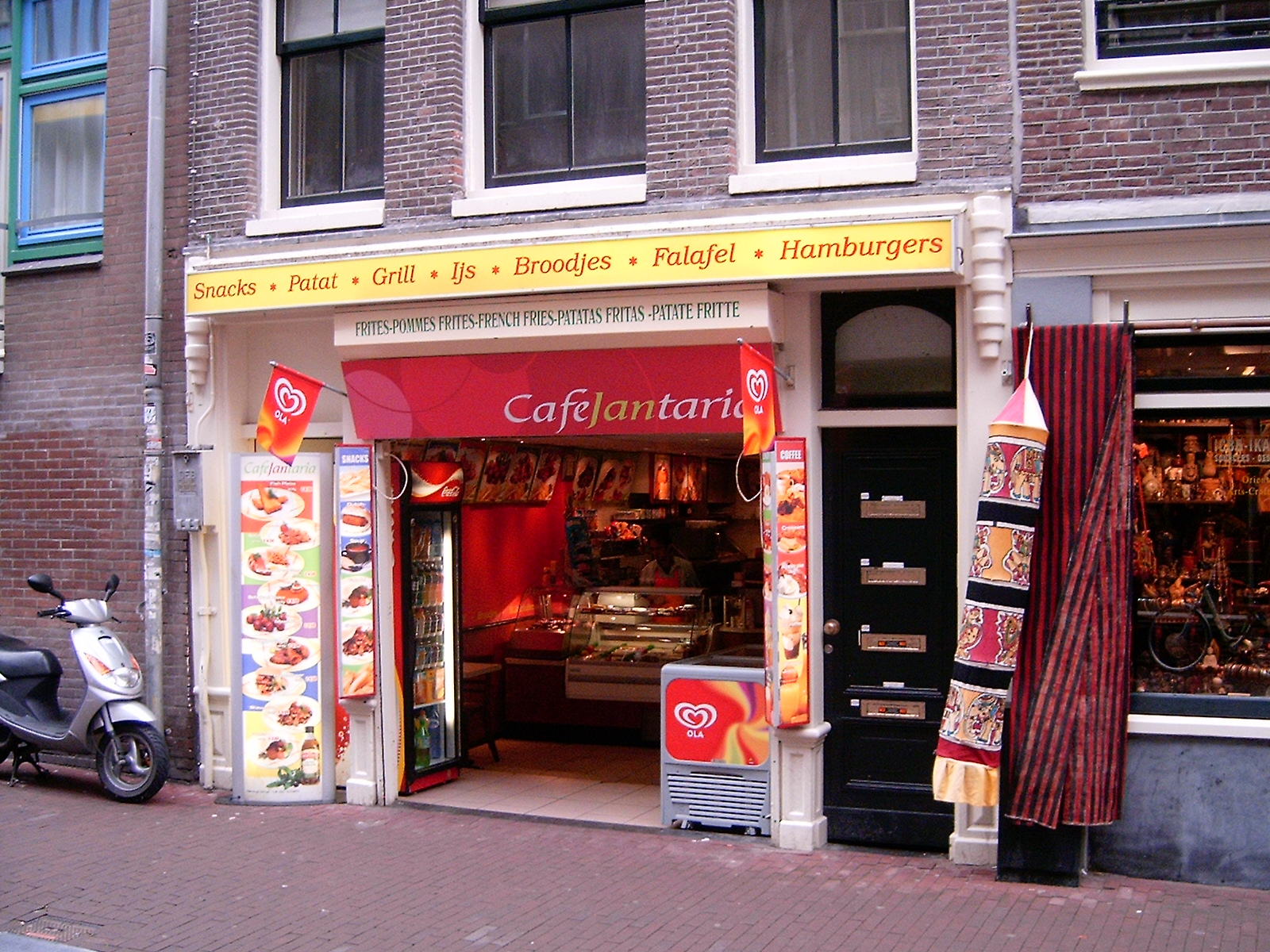
Un snack-bar à Amsterdam aux Pays-Bas.

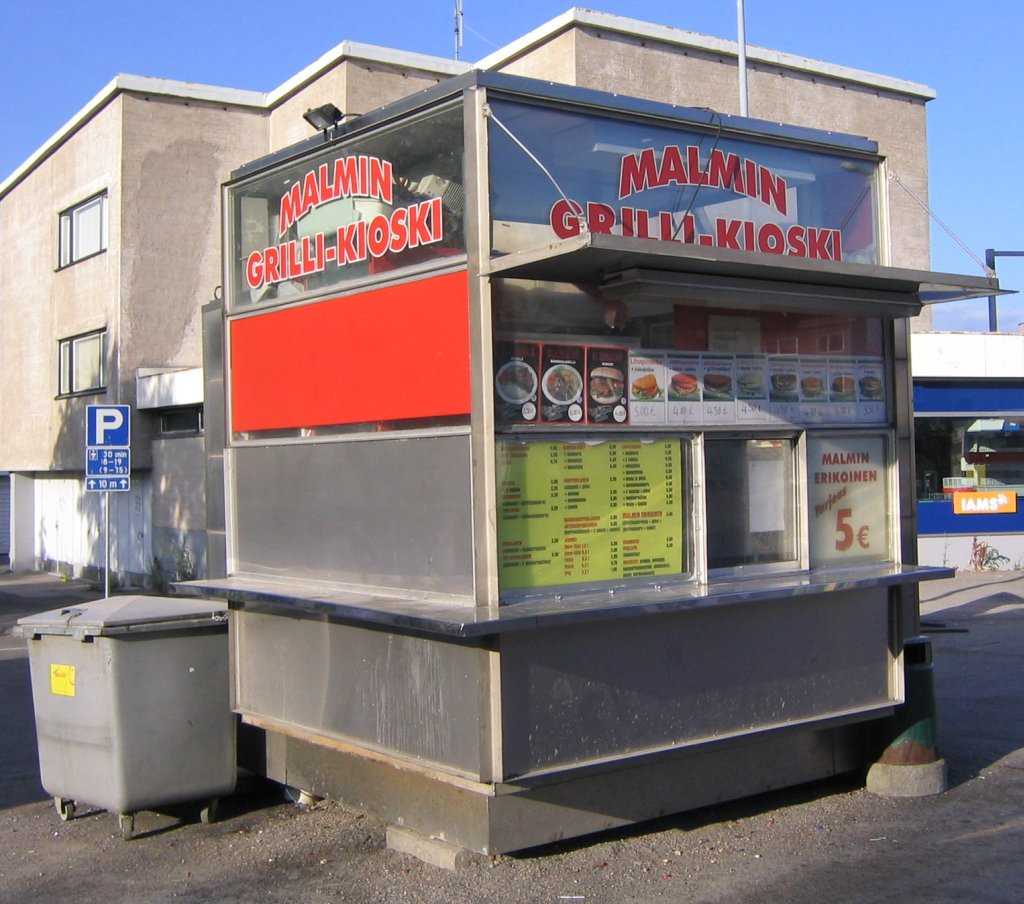
Un snack-bar à Helsinki en Finlande.

Un snack-bar, casse-croûte en français au Québec, est un comptoir de vente de nourriture (frites, poutine, hot-dogs, hamburgers, boissons gazeuses, pogo, etc.), à consommer sur place ou pour emporter. Ce sont des repas légers appelés en anglais snack ou snack food,.
Le premier usage connu du terme « snack bar » date de 1930.
Certains snack-bars sont équipés de tables et de chaises pour une consommation des denrées sur place. Ils se situent souvent à proximité de lieux touristiques ou dans des quartiers avec un grand nombre d'étudiants ou de bureaux.